# メロペー
メロペー（古希: Μερόπη, Meropē）は、ギリシア神話の女性である。長母音を省略してメロペとも表記される。主に、
- プレイアデスの1人
- オイノピオーンの娘
- ポリュボスの妻
- キュプセロスの娘

などのほか数人が知られている。以下に説明する。

## プレイアデスの1人
このメロペーは、アトラースとオーケアノスの娘プレーイオネーの娘で、プレイアデスの1人である。また、アルキュオネー、ケライノー、エーレクトラー、ステロペー、ターユゲテー、マイアと姉妹である。コリントス王シーシュポスの妻となり、グラウコス、オルニュティオーン、テルサンドロス、ハルモスを生んだ。
シーシュポスと結婚し、不死性を失った。
プレイアデスはオーリーオーンに追われスバルになった。他の姉妹は神々を夫としたのに対し、メロペーのみ人間の男を夫としたので、これを恥じて赤い色に見えるのだという。また、メロペーはスバルからも外れ、ほうき星と呼ばれたという。

## オイノピオーンの娘
このメロペーは、キオス島の王オイノピオーンの娘で、オーリーオーンに求婚されたが、酒に酔ったオーリーオーンに強姦された。このためオイノピオーンはオーリーオーンを酔わせて盲目にした。一説にメロペーはオイノピオーンの妻で、オーリーオーンの義母であり、酔ったオーリーオーンに強姦されたという。

## ポリュボスの妻
このメロペーは、コリントス王ポリュボスの妻で、オイディプースの養母である。ポリュボスの妻はペリボイア、メドゥーサともいわれる。

## キュプセロスの娘
このメロペーは、アルカディアー地方の王キュプセロスの娘である。ヘーラクレイダイの1人でメッセーネー地方の王であるクレスポンテースの妻となり、末子アイピュトスと数人の子を生んだ。他の説では末子の名前はテーレポンテースとなっている。後にヘーラクレイダイのポリュポンテースはクレスポンテースと末子以外の子を殺して王となり、メロペーを無理やり妻にした。メロペーはアイピュトスをアイトーリア地方に逃がしたが、後に成人したアイピュトスは復讐のために密かに帰国してポリュポンテースの客人となり、クレスポンテースとメロペーの遺児を殺したと主張した。このときメロペーのところに伝令使がやって来てアイピュトスが行方不明だと告げたため、メロペーは客人の言葉を信じ、その男が自分の息子だと知らずに、眠っているところを斧で殺そうとした。しかし伝令使がアイピュトスであると気づいたので、メロペーはアイピュトスと協力してポリュポンテースを殺し、アイピュトスが王となった。

## オーケアノスの娘
オーケアノスの娘で、一説に太陽神ヘーリオスの子クリュメノスとの間にパエトーンを生んだ。

## ヘーリアデスの1人
ヘーリアデスの1人で、パエトーンと兄弟。

## パンダレオースの娘
パンダレオースの娘。

## メガレウスの妻
オンケーストスの王メガレウスの妻で、アタランテーの夫ヒッポメネースの母。